# 白人ナショナリズム
白人ナショナリズム（はくじんナショナリズム、英: white nationalism）はナショナリズムないしは汎ナショナリズムの一種である。この立場は白人は人種の一つであると考え、白人国民のアイデンティティーを発展させ維持しようとする。この立場を支持する人たちは白人国民と一体感を持ち、白人国民という概念に愛着を持つ。自分たちは白色人種および歴史的に白人の国家の文化の生き残りを確保しようとするのだと白人ナショナリストたちは言う。白人は自分たちが多数派である国で多数派を維持するべきである、つまり政治的・経済的な支配を維持すべきである、そして自分たちの文化は最も優れているに違いないと彼らは考える 。多くの白人ナショナリストたちは異人種間結婚、多文化主義、非白人移民の流入、白人の出生率が低いことは白色人種を脅かしていると考える 。そういったことは白人を大虐殺することだと論じる者たちもいる 。